# Broad Church
Per Broad Church (Chiesa Larga) si intende una corrente dell'Anglicanesimo a carattere latitudinario. Il termine viene usato anche per indicare delle organizzazioni politiche che ospitano una largo gruppo di opinioni.

## Uso
Dopo che vennero usati i termini High Church e Low Church per indicare rispettivamente le correnti anglo-cattolica e evangelica dell'Anglicanesimo, venne coniato il termine Broad Church per indicare gli anglicani che assumessero le caratteristiche di entrambe le correnti o per indicare coloro che interpretavano la dottrina espressa nei formulari anglicani in maniera liberale o larga.
Il termine Broad Church divenne un sinonimo di Cristianesimo liberale o di via media tra High Church e Low Church.